# Теорема Гарнака о кривых

Эллиптическая кривая (степени 3) слева является -кривой, поскольку имеет максимум (2) компонент, в то время как кривая справа имеет только одну компоненту.

Теорема Гарнака о кривых — утверждение алгебраической геометрии, дающее возможное число связных компонент, которое может иметь алгебраическая кривая в терминах степени кривой — для любой алгебраической кривой степени {\displaystyle m} на вещественной проективной плоскости число компонент {\displaystyle c} ограничено выражением:
{\displaystyle {\frac {1-(-1)^{m}}{2}}\leqslant c\leqslant {\frac {(m-1)(m-2)}{2}}+1}.
Установлена Акселем Гарнаком в 1876 году; отталкиваясь от этого результата Гильберт сформулировал шестнадцатую проблему.
Максимальное число компонент на единицу больше максимального рода кривой порядка {\displaystyle m}, достигаемого в случае несингулярности кривой. Более того, любое число компонент в этом диапазоне возможных значений может быть достигнуто.
Кривая, достигающая максимального числа вещественных компонент, называется {\displaystyle M}-кривой (от maximum). Например, эллиптическая кривая с двумя компонентами, такая как {\displaystyle y^{2}=x^{3}-x,} или кривая Тротта, квартика с четырьмя компонентами, являются примерами {\displaystyle M}-кривых.

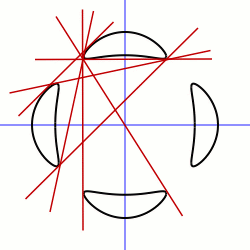
Кривая Тротта с показанными здесь 7 касательными является квартикой (степени 4), -кривой, достигающей максимального числа (4) компонент для кривых такой степени.

В 2000-е годы установлено, что кривые Гарнака — это кривые, амёба которых имеет площадь, равную многоугольнику Ньютона многочлена {\displaystyle P}, который называется характеристической кривой димерных моделей, и любая кривая Гарнака является спектральной кривой некоторой модели димеров.